# 日本記録
日本記録（にほんきろく、英語: Japanese Record）とは、特定の技能または競技などにおいて、公式に認定された日本最高記録または日本歴代1位の記録である。

## スポーツの日本記録
競技により、各競技の競技連盟が日本記録を認定する。
- 陸上競技の日本記録一覧
- 競泳の日本記録一覧
- スポーツに関する日本一の一覧

## 日本記録の認定
- 日本陸上競技連盟および日本水泳連盟：日本国内での競技会の主催および各競技・種目の日本記録の認定を行っている。
- 日本記録認定協会：1万件を超える日本記録を管理する認定機関として、各分野の専門家有志の協力により運営されている非営利団体。
- UA-JAPAN RECORDS：日本一の記録をガイドラインと呼ばれる基準に従い認定する民間サイト。
- 日本一ネット：各分野の日本一を認定して掲載する有限会社バードランドが運営する民間サイト。